# Celestion

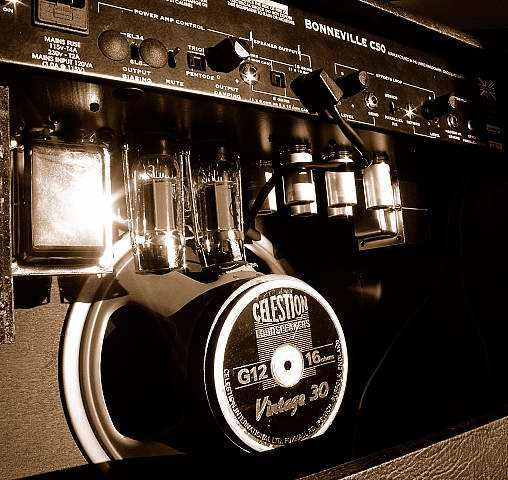
Een Celestion-speaker in een gitaarversterker.

Celestion is een Britse fabrikant van luidsprekers die voornamelijk beroemd is om de luidsprekers voor gitaarversterkers. 

## Geschiedenis
De geschiedenis van de firma gaat terug tot 1924 toen in Hampton Wick de voorbereidingen voor Celestion werden getroffen. In 1927 werden twee bedrijven, Celestion Radio Company en Celestion Limited, opgericht. Tijdens de Tweede Wereldoorlog werkten Celestion en de in de buurt gelegen fabriek Rola aan speakers met dezelfde specificaties. Na de oorlog werd 'Rola Celestion' verkocht aan Truvox, een fabrikant van PA-systemen. Vanaf 1968 werd de productie verplaatst naar Ipswich en vanaf 1975 was die verhuizing voltooid. In 1970 werd het bedrijf met een stoffenfabrikant gefuseerd. Dit resulteerde in het bedrijf Celestion Industries, vanaf 1979 werd de naam Celestion International gebruikt. Naast het fabriceren van gitaarspeakers heeft Celestion ook baanbrekend werk geleverd voor de doorontwikkeling van moderne elektrodynamische tweeters.

## Bekende luidsprekers
De 15 watt Celestion Blue, die met een Alnicomagneet was uitgerust, was mondiaal de eerste speciaal voor gitaarversterking ontworpen luidspreker. Nadat in de jaren 50 de elektrische gitaar was doorgebroken als popinstrument paste Celestion de G12 radioluidspreker aan voor het geluid van gitaren. Reissues (officiële reproducties) van de Blue worden tegenwoordig weer gemaakt onder de naam Celestion Alnico Blue. De Blue wordt door velen beschouwd als de een van de best klinkende gitaarspeakers ooit en is onder meer terug te vinden in de duurdere uitvoeringen van de Vox AC15 en Vox AC30. Ze zijn door hun betrekkelijk lage vermogen niet geschikt voor krachtiger versterkers. Daarom bracht Celestion later de Gold uit die 50 watt aankan en qua klankeigenschappen lijkt op de Blue.
De Celestion G12M en G12H, vanwege de (meestal) groene kleur van de plastic bekleding van magneet vooral bekend als Celestion Greenbacks, zijn luidsprekers die voortborduurden op de Blue. De Alnicomagneet is vervangen door een keramische magneet en het vermogen werd 18 watt voor de G12M en 30 watt voor de G12H. Met name die laatste speaker werd een vanaf de tweede helft groot succes en werd gebruikt in de meeste luidsprekerkabinetten uit die periode. Heden ten dage zijn er reissues van de Greenbacks op de markt. De Greenbacks waren te horen op de meeste vroege rockproducties waaronder die van Jimi Hendrix, Cream en the Who.
De Celestion Vintage 30 is de populairste "moderne" gitaarspeaker van de laatste jaren en is ontworpen om de klankeigenschappen van de G12H te combineren met een vermogen van 60 watt en een iets groter bereik. De crèmekleurige Creamback-serie is ook 60 watt maar ontworpen om de klankeigenschappen van de greenback nog nauwkeuriger te emuleren. 
De G12T-75 is de luidspreker die vooral in de jaren 1980 en 1990 standaard voor Marshall-versterkers als de JCM-800 en de JCM-900 werd gebruikt en op de hardrock en heavy metal uit die periode was gericht met een fellere en directere klank dan de Greenbacks.